# Skaraborgs regemente (piechota)
Skaraborgs regemente – jeden z pułków piechoty szwedzkiej. Istniał w latach 1624–1942. Jego barwami były: czarny i żółty.
W lipcu 1656, w czasie potopu szwedzkiego, walczył w zwycięskiej dla Szwecji bitwie pod Warszawą.

## Organizacja
| 1684 - Livkompaniet - Överstelöjtnantens kompani - Majorens kompani - Vartofta kompani - Skåninge kompani - Kåkinds kompani - Willska kompani - Norra Wassbo kompani | 1854 - Livkompaniet - Höjentorps kompani - Vartofta kompani - Vilska kompani - Södra Vadsbo kompani - Norra Vadsbo kompani - Kåkinds kompani - Skånings kompani |